# Sportski centar Čair
Das Sportski centar Čair (serbisch-kyrillisch Спортски центар Чаир; serbisch für Sportzentrum Čair), kurz S.C.Čair (С.Ц.Чаир), ist ein großes Sport- und Erholungsgebiet in der serbischen Stadt  Niš, dessen Entstehung in den 1950er bzw. 1960er begann und heute vor allem Trainings- und Wettkampfstätten für zahlreiche Sportarten anbietet. Dazu gehören unter anderem das Stadion Čair, die Multifunktionshallen Hala Čair, Hala Miroslav Antić und die Hala Dušan Radović sowie ein Frei- und Hallenbad, ein Fitnessstudio, eine Eissporthalle und zwei Fußballfelder, wovon eines mit Kunstrasen belegt ist, sowie andere Sporteinrichtungen und ein Hotel. Das 'Sportzentrum selbst befindet sich innerhalb des Park Čair, eines 16,4 Hektar großen Freizeitparks.